# Zelená káva
Pod pojmem zelená káva se rozumí především nepražená, zelená zrna kávy. V obchodním světě se tento pojem používá především jako označení prostředku určeného k hubnutí. Jedná se tedy o extrakt z nepražených kávových zrn. Jeho účinky na hubnutí jsou však poměrně kontroverzní.
Gram zelených kávových zrn obsahuje cca 35 mg kyseliny chlorogenové. Stejné množství zrna praženého 12 minut při 230 stupních obsahuje už jen poloviční množství a zrno pražené 21 minut při 250 stupních neobsahuje už téměř žádné množství kyseliny chlorogenové. Pražená kávová zrna obsahují v průměru kolem 2–7 mg kyseliny chlorogenové na gram váhy.

## Historie
V dubnu a září 2012 představila show Dr. Oze zelený kávový extrakt a provedla vlastní nevědeckou studii o účinnosti. Host na této show, Lindsey Duncan, byl Federální obchodní komisí pokutován pokutou 9 milionů dolarů za podání klamavých a nepodložených nároků týkajících se produktů zelené kávy propagovaných na výstavě Dr. Oz.